# 関口知宏のファーストジャパニーズ
関口知宏のファーストジャパニーズ（せきぐちともひろ- ）は、NHK-BS1にて2008年4月から2010年3月まで放送されたドキュメンタリー番組である。

## 概要
世界中の「一流」と呼ばれる様々な分野において、日本人の第一人者として活躍している若者たち（この「若者たち」のことを、番組では「ファーストジャパニーズ」と呼ぶ）を、毎回追跡していく。元々この番組は、2007年1月と8月に『ファーストジャパニーズ』としてBS特集で計3回に分けて放送されたもので、2008年4月からのレギュラー化に伴い、世界中を旅した関口知宏が実際にその若者たちを訪れて取材をし紹介する。
取材には、1人のファーストジャパニーズに対して概ね3週間に渡って行われる。そのうちの1週間（主に月末）に関口が同行・滞在する。
2009年4月3日から5月22日までには、放送済みの回をダイジェストで再編集されたものがNHK総合テレビでも放送された。また、2008年12月からサービスが開始されたNHKオンデマンドでも、放送期間中に「見逃し番組サービス」にて配信された。

## 放送局
レギュラー放送は終了したが、不定期に単発で再放送される。
- BS1：2008年4月 - 2010年3月
不定期で総合テレビやNHKワールド・プレミアムでも放送されることがある。
- 総合（ダイジェスト版）：2009年4月 - 5月

## 放送時間
2008年度
- 毎月第1土曜日 22:10 - 22:59
8月はオリンピック特別編成のため、12月は年末特別編成のため休止した。

2009年度
- 毎月第1日曜日 20:10 - 20:59
6月と2010年1月は休止した。
- ダイジェスト版：毎週金曜日（木曜日深夜）0:10 - 0:30　
5月22日で終了した。

## テーマ曲
番組のオープニングやエンディングで流れる曲は、関口作曲のオリジナルである。タイトルは「新生（しんせい）」である。2008年5月に行われたイベント「渋谷DEどーも′08」で、初めてタイトルが公開された。番組公式サイトにて試聴が出来た。

## 関連本
- 「関口知宏のファーストジャパニーズ」（ISBN 9784198628093）

## DVD
- 関口知宏のファーストジャパニーズ
  1. 第1回「かばん職人･大平 智生」、第2回「デザイナー･緒方 信行」を収録。BVBH-43061
  2. 第3回「ムエタイジムオーナー･鈴木 秀樹」、第4回「マウンテンバイク走者･辻 義人」を収録。BVBH-43062
  3. 第5回「合唱歌手&作曲家･西村 英将」、第6回「ヒップホップダンサー･上野 隆博」を収録。BVBL-8
  4. 第7回「スカイダイバー･岡崎 葉子」、第8回「探検昆虫学者･西田 賢司」を収録。BVBL-9
  5. 第9回「料理人･仲田 睦」、第10回「オペラ演出･釣 恵都子」を収録。BVBL-10